# Манне, Калифа
Калифа Манне (англ. Kalifa Manneh, 2 сентября 1998 года, Серекунда) — гамбийский футболист, полузащитник итальянского клуба «Перуджа», выступающий на правах аренды за «Таранто». Выступал за сборную Гамбии.

## Карьера

### Клубная
В 15 лет бежал из Гамбии и на лодке и высадился в Италии, где получил статус беженца. Там он начал заниматься футболом в академии клуба «Катания». В мае 2017 года Манне дебютировал за основной состав команды. В сезоне 2019/20 на правах аренды выступал за «Каррарезе».
15 июля 2021 года он подписал трехлетний контракт с «Перуджей».

### Сборная
За сборную Гамбии дебютировал 7 июня 2019 года в товарищеском матче против Гвинеи (1:0).